# Diocèse de Cantorbéry
Le diocèse de Cantorbéry (en anglais : diocese of Canterbury) est un diocèse anglican de la Province de Cantorbéry. Il s'étend sur la partie orientale de Kent. Son siège est la cathédrale de Cantorbéry. Son titulaire, l'archevêque de Cantorbéry, est le « primat de toute l'Angleterre » et le chef religieux de l’Église d'Angleterre. Le diocèse est donc le centre de la Communion anglicane.

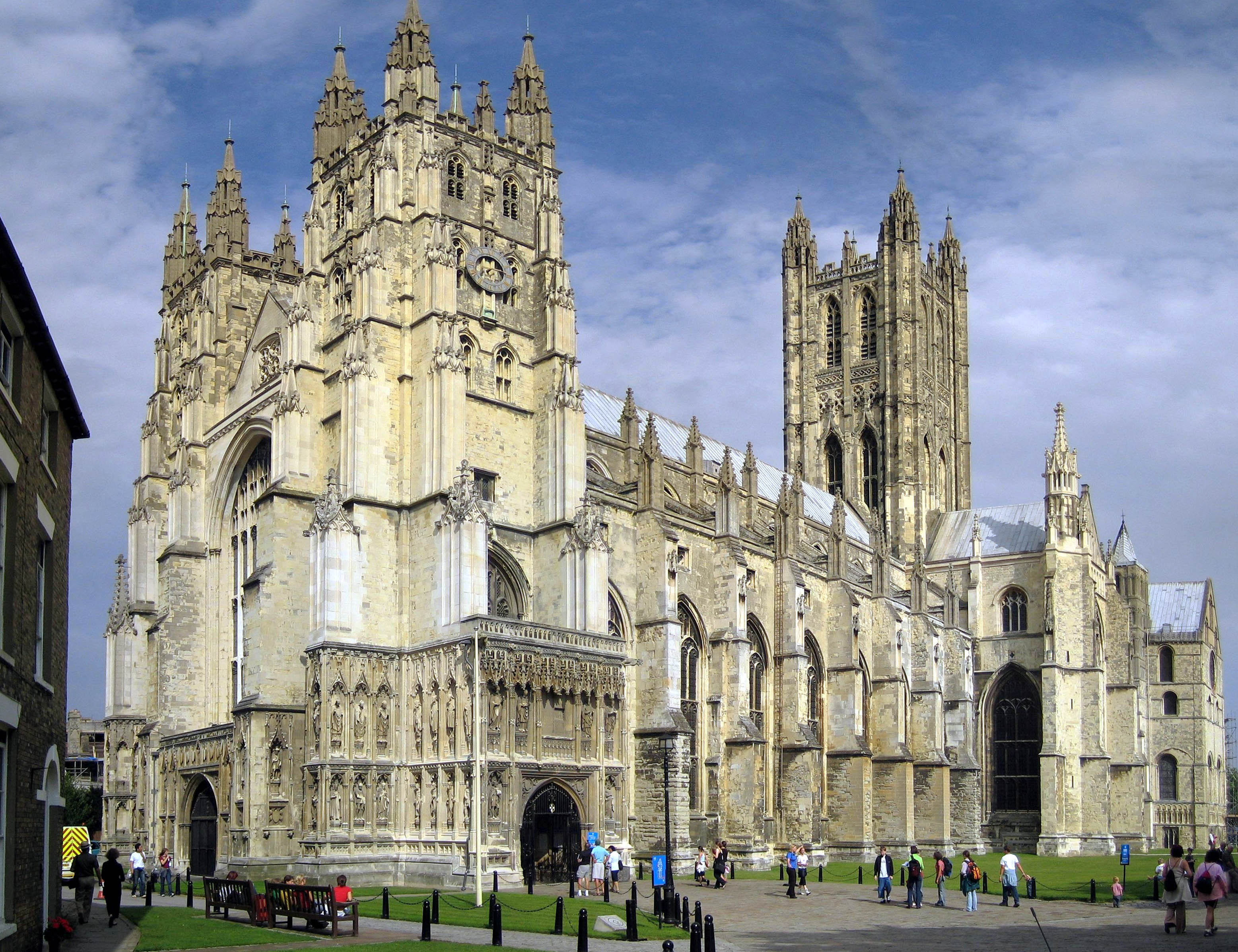
La Cathédrale de Cantorbéry

Quatre évêques suffragants relèvent de la juridiction du diocèse :
- L'évêque de Douvres, à qui l'on donne le titre subsidiaire d'évêque en Cantorbéry et le pouvoir d'agir presque comme l'évêque diocésain, étant donné que l'archevêque est le plus souvent occupé par ses devoirs nationaux et internationaux.
- L'évêque de Maidstone qui est un second assistant du diocèse
- L'évêque de Ebbsfleet qui est un "provincial episcopal visitor" pour toute la province de Cantorbéry, dont le but est plutôt de visiter les paroisses de la province qui refusent en conscience d'accepter les services de leur évêque local qui a participé à l'ordination de femmes.
- L'évêque de Richborough qui a le même rôle que celui d'Ebbsfleet.

## Historique

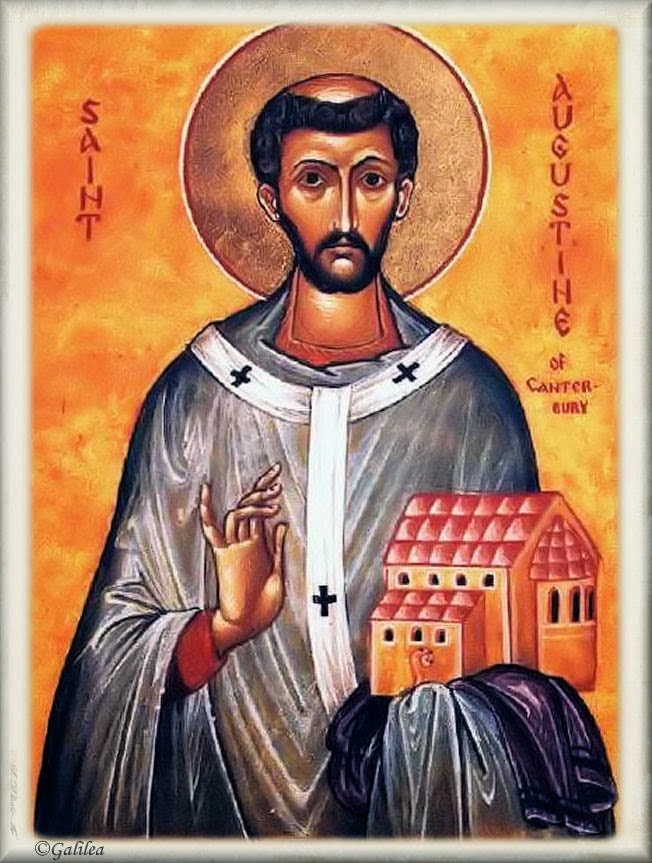
Saint Augustin de Cantorbéry.

Le premier archevêque de Cantorbéry fut saint Augustin de Cantorbéry qui arriva dans le Kent en 597, envoyé par le pape Grégoire Ier pour une mission de re-évangélisation de Angleterre. Il fut accepté par le roi Æthelbert, lors de sa conversion au christianisme vers 598. Depuis lors, les archevêques de Cantorbéry sont désignés comme les « occupants du fauteuil de St Augustin ». Avant la rupture avec l'autorité papale au XVIe siècle, l'Église d'Angleterre faisait partie intégrante de l'Église de l'Europe occidentale.